# Glande
Pour les articles homonymes, voir Glande (homonymie).

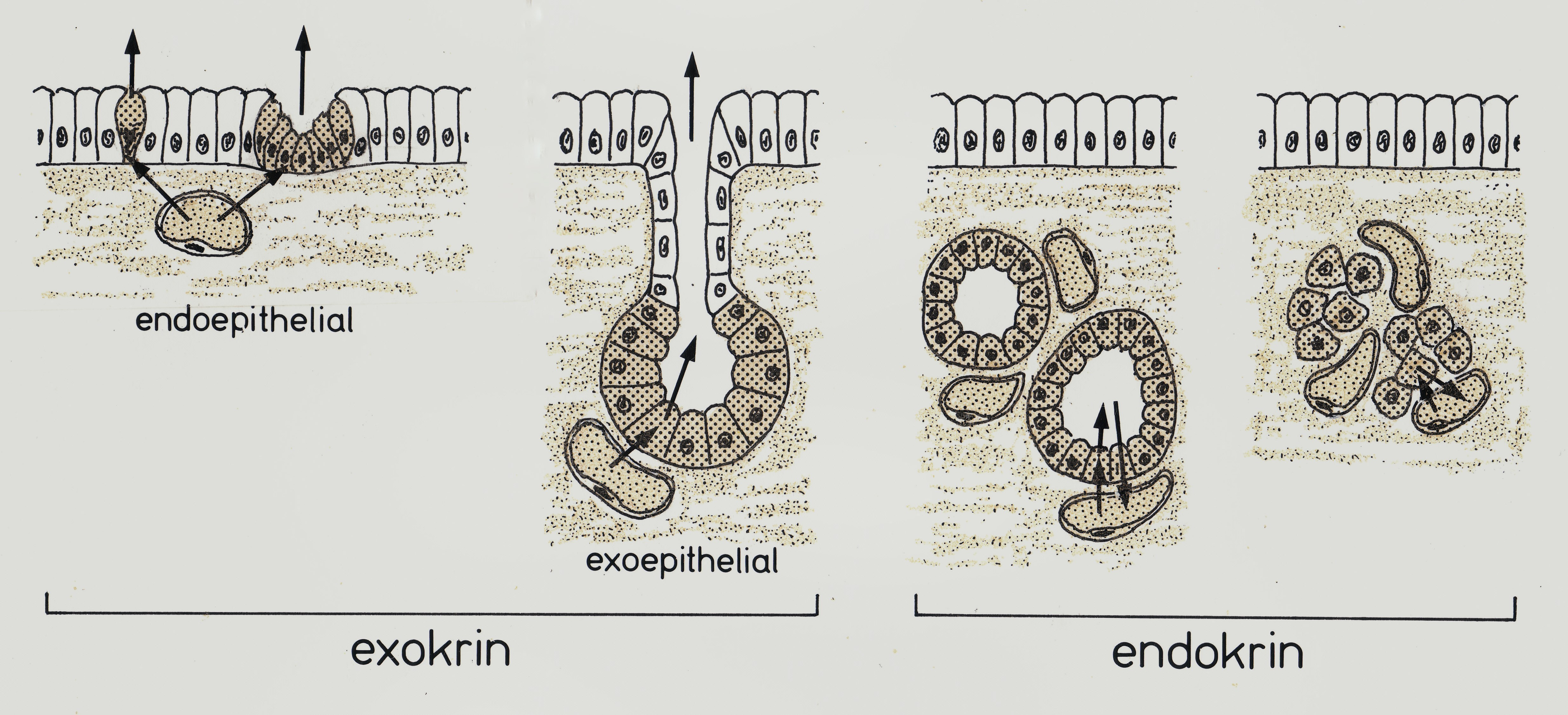
Glandes

Une glande est un organe des animaux ou des plantes qui synthétise une substance qui sera sécrétée. 
La substance libérée peut avoir un rôle dans la communication intercellulaire, comme les hormones qui sont émises dans la circulation sanguine (on parle de glande endocrine). 
Les glandes peuvent également produire des substances qui seront libérées dans des cavités corporelles, ou à l'extérieur : ce sont les glandes exocrines chez les animaux, ou les nectaires des fleurs, etc.
Processus de sécrétion pour glandes exocrines :
- mérocrine : forme la plus courante, se fait par exocytose (canal rejoignant la glande) ;
- apocrine : expulsion de vésicules libres (glandes mammaires et glandes sudoripares) ;
- holocrine : explosion de la cellule (glandes sébacées) ;
- eccrine : diffusion simple au travers de la membrane plasmique comme la sécrétion mérocrine, mais, ici, le nom eccrine précise que la substance est sécrétée sur la peau (glandes sudoripares).

## Homme
L'Homme a une grande variété de glandes, de l'hypophyse dans le cerveau aux glandes sudoripares dispersées sur la peau qui libèrent la sueur. Parmi d'autres glandes notables, on peut citer les glandes surrénales, la prostate, la glande thyroïde, la glande pinéale, le thymus, la glande mammaire et les glandes digestives. Trois autres glandes appariées sont les glandes parotides, submandibulaires et sublinguales, toutes trois impliquées dans la production de salive. Leur liste complète est disponible ci-dessous sous l'onglet Glandes, ainsi que leur appartenance à l'un des sexes ou les deux.

## Animaux
Chez les animaux, des glandes variées produisent des phéromones marquant le passage ou le territoire de l'animal ou d'un groupe. 
Tel est le cas des Araignées (Araneae) qui sont les Arthropodes probablement les mieux pourvus en glandes exocrines : glandes séricigènes et glandes à venin, les plus « classiques », et divers autres organes  producteurs ou non de phéromones, intervenant à des degrés divers dans  la reproduction (glandes rostrale, clypéale, gnathocoxales, segmentaires, glande labio-sternale propre aux Theridiosomatidae et glandes prégonoporales de l'appareil épigastrique. Les Araignées possèdent aussi des glandes endocrines : glande de mue, tissu réticulé, glande endocrinoïde abdominale des Mastophora
La glande uropygienne permet aux oiseaux d'imperméabiliser et protéger leur plumage.
Chez les gastéropodes terrestres (escargots, limaces, etc.) et de nombreux invertébrés, des glandes externes produisent un mucus qui les protègent. Chez certains amphibiens (grenouilles, crapauds, salamandres, etc.), le mucus peut contenir des alcaloïdes neurotoxiques, parfois mortels ou hallucinogènes chez certaines espèces.

## Végétaux
Chez le végétaux, les glandes sont des « réservoirs, souvent en forme de minuscule tête d'épingle, contenant des liquides sécrétés par des cellules spéciales ».